# Mikroregion Redenção

Mikroregion Redenção

Mikroregion Redenção – mikroregion w brazylijskim stanie Pará należący do mezoregionu Sudeste Paraense. Ma powierzchnię 21.360,9 km²

## Gminy
- Pau-d’Arco
- Piçarra
- Redenção
- Rio Maria
- São Geraldo do Araguaia
- Sapucaia
- Xinguara